# (14041) Dürrenmatt
14041 Durrenmatt (1995 SO54) – planetoida z grupy pasa głównego asteroid okrążająca Słońce w ciągu 3,47 lat w średniej odległości 2,29 j.a. Odkryta 21 września 1995 roku.